# 純種貓
純種貓的祖先都是同一種貓，飼養純種貓時，通常會有血統證明書，以證明該貓的血統為純種。

## 历史
約兩千年前，人類開始把一些小貓飼養起來，並選擇有著某些特質（例如毛色、體型、性格）的小貓，令其交配繁殖，把純種的下一代一步一步培育起來，這個過程是經過雜交和挑選的，所以今日能被人抱在懷裡的貓，狹義上不是「純種」，而是「混種」。通常有血統純正，品種稀有的貓更貴，也因如此，不少繁殖場使用近亲的方式來繁殖，甚至利用貓的雙親和子女繁殖，使的很多純種貓都有體力差，壽命短等情形。

## 品種
除了混種貓外，只要是有名稱的，而且是用同種繁殖的，就叫純種貓。
還有其他更多純種貓，他們可能只是沒被發現，尚未被擴大繁殖等。